# روتانيا ألدا
روتانيا ألدا (بالإنجليزية: Rutanya Alda)‏ (باللاتفية: Rutanja Olda)‏ هي ممثلة أمريكية ولاتفيا، ولدت في 13 أكتوبر 1942 في لاتفيا.

## أعمال

### أفلام
- (1973) الفزاعة
- (1978) صائد الغزلان[6]
- (1979) روكي 2[7][8]
- (1984) سباق مع القمر

## وصلات خارجية
- روتانيا ألدا على موقع IMDb (الإنجليزية)
- روتانيا ألدا على موقع ألو سيني (الفرنسية)
- روتانيا ألدا على موقع أول موفي (الإنجليزية)
- روتانيا ألدا على موقع قاعدة بيانات الأفلام السويدية (السويدية)
- روتانيا ألدا على موقع قاعدة بيانات الفيلم (الإنجليزية)
- روتانيا ألدا على موقع كينوبويسك (الروسية)